# ガイアス・バルター
ガイアス・バルター (Gaius Baltar) は、アメリカのSFテレビドラマ『GALACTICA/ギャラクティカ』(パイロット版別題『バトルスター ギャラクティカ サイロンの攻撃』)に登場する架空の人物。リメイク元の作品である『宇宙空母ギャラクチカ』(別題『宇宙空母ギャラクティカ』)のバルター伯爵(人類をサイロンに売った男 バルター)に相当する登場人物である。リメイク元のシリーズでは、サイロン総統に対しては卑屈で小心者、部下の副官やセンチューリアン(一般兵ロボット)に対しては尊大な態度をとるサイロン母艦の司令官だが、当リメイク版では小心者のスマートな天才科学者であり、ギャラクティカの乗員に変更されている。

コロニーエアロン出身で、空母ギャラクティカ の博士(後にコロニアルの副大統領、大統領となる)である。実家は農家。
少年時代にエアロンからカプリカに一人で移り住み自らエアロン特有の話し方や声を抑えカプリカ人として振る舞うようになった。
科学者としては非常に優秀だが、自己中心的で自尊心が強い。カプリカではニュース番組に出演するほどの有名人でありプレイボーイでもある。防衛省ではネットワークやファイアーウォール、システムの構築に携わっている 。AIの研究開発推進派(第一次サイロン戦争を教訓に禁止されている)。
本なども出版していた。
ナンバー6のいわゆるハニートラップに引っかかり防衛省のメインフレームへのアクセス権を与えるなどして第二次サイロン戦争敗北の直接の原因を作ったとされている。その後は頭の中にナンバー6が現れ事あるごとにアドバイスや助言を受けたり葛藤したりしている。ナンバー6の外見を持つタイプに対しては特別な感情を抱いている。

## 経歴
- マグネート功労賞を3度受賞
- コロニアル副大統領
- コロニアルの大統領
- 囚人